# Yuki Kawamura
Yuki Kawamura (河村勇輝?, Kawamura Yuki; Yanai, 2 maggio 2001) è un cestista giapponese.

## Caratteristiche tecniche
Gioca nella posizione di point guard, compensa la sua poca altezza con la rapidità, forte nell'uno-contro-uno per merito del dribbling, inoltre sotto canestro è temibile dato che quando tira sa rilasciare bene la palla con entrambe le mani, inoltre è pericoloso quando effettua il drive in attacco. Molto affidabile nell'uso della tripla, ma è capace di usare bene il tiro in sospensione anche quando va sui due punti, merito del fatto che fin da bambino si allenava con una media di 600 tiri giornalieri.

## Biografia
Cresciuto nella prefettura di Yamaguchi, Yuki è il più giovane di tre figli, infatti ha due sorelle maggiori, i suoi genitori lavorano come insegnanti, infatti Kawamura è cresciuto in un ambiente dove lo studio era molto importante, all'inizio giocava a baseball ma il padre è un appassionato di basket, proprio dietro l'influenza paterna decide di dedicarsi a questa disciplina sportiva all'età di sei anni. Si trasferisce nella prefettura di Fukuoka dove frequenta il liceo Daiichi High School, la cui squadra di basket è considerata tra le più forti del paese, vince l'Inter High e per due anni la Winter Cup.

## Carriera
Entra nell'Università Tokai, e contemporaneamente debutta nel professionismo a soli 18 anni, il giocatore più giovane della B-League, con la squadra dei San-en NeoPhoenix, in seguito si unisce allo Yokohama B-Corsairs, nella stagione 2022-2023 vince il titolo di MVP.
Nel 2023 ha disputato, con la nazionale giapponese, il Mondiale, Kawamura è tra i giocatori meno alti a partecipare alla manifestazione, gli unici più bassi di lui sono il suo capitano Yuki Togashi  e il giocatore dell'Angola Childe Dundão. Il Giappone arriva al diciannovesimo posto finale, Kawamura segna 25 punti nella vittoria per 98-88 contro la Finlandia, 19 punti sconfiggendo per 86-77 il Venezuela e 14 punti prevalendo per 80-71 contro Capo Verde.

## Statistiche

### NBA

#### Regular Season
| Anno      | Squadra           | PG | PT | MP  | TC%  | 3P%  | TL%  | RP  | AP  | PRP | SP  | PP  |
| --------- | ----------------- | -- | -- | --- | ---- | ---- | ---- | --- | --- | --- | --- | --- |
| 2024-2025 | Memphis Grizzlies | 22 | 0  | 4,2 | 36,7 | 30,4 | 77,8 | 0,5 | 0,9 | 0,1 | 0,0 | 1,6 |
| Carriera  | Carriera          | 22 | 0  | 4,2 | 36,7 | 30,4 | 77,8 | 0,5 | 0,9 | 0,1 | 0,0 | 1,6 |

### G League
| Anno      | Squadra        | PG | PT | MP   | TC%  | 3P%  | TL%  | RP  | AP  | PRP | SP  | PP   |
| --------- | -------------- | -- | -- | ---- | ---- | ---- | ---- | --- | --- | --- | --- | ---- |
| 2024-2025 | Memphis Hustle | 31 | 31 | 31,6 | 38,3 | 36,5 | 76,1 | 3,1 | 8,5 | 1,1 | 0,2 | 12,7 |
| Carriera  | Carriera       | 31 | 31 | 31,6 | 38,3 | 36,5 | 76,1 | 3,1 | 8,5 | 1,1 | 0,2 | 12,7 |